# West Mountain Wildlife Sanctuary
Das West Mountain Wildlife Sanctuary ist ein 1.627 Acres (6,6 km²) umfassendes Schutzgebiet bei Plainfield im Bundesstaat Massachusetts der Vereinigten Staaten. Es wird von der Massachusetts Audubon Society verwaltet.

## Schutzgebiet
Das West Mountain Wildlife Sanctuary liegt im Einzugsgebiet des als National Wild and Scenic River eingestuften Westfield River und ist Teil eines der größten zusammenhängenden Schutzgebiete in Massachusetts. Es bietet einen Lebensraum unter anderem für Elche, Amerikanische Schwarzbären, Otter, Fischermarder und Rotluchse. Der namensgebende West Mountain ist mit 2.125 ft (647,7 m) der höchste Punkt im gesamten Hampshire County und lässt Bäume wie die Engelmann-Fichte oder die Felsengebirgs-Tanne gedeihen, die sonst nur wesentlich weiter nördlich vorkommen. Besuchern stehen 1,3 mi (2,1 km) Wanderwege zur Verfügung, wobei unregelmäßig spezielle Programme über das Arcadia Wildlife Sanctuary angeboten werden.